# Archivio Vol. 1
Archivio Vol. 1 è una raccolta uscita nel 2007.
La tracce 1 dall'album compilation Quelli che urlano ancora del 1983.
Le tracce 2 e 3 dall'E.P. 7" Skins e Punks = T.N.T. del 1985.
Le tracce dalla 4 alla 7 dall'E.P. 7" Laida Bologna del 1984.
Le tracce dalla 8 alla 12 dall'E.P. 7" Scenderemo nelle strade del 1982.
Le tracce dalla 13 alla 21 dall'autoprodotta split tape con i Rip Off Nabat/Rip Off del 1982.
Le tracce 22 e 24 da registrazioni del novembre 1981.
La traccia 23 da registrazioni del luglio 1981.
La traccia 25 da registrazioni del luglio 1987.

## Tracce
1. Zombie rock - 2'06" - (album compilation Quelli che urlano ancora 1985)
2. Generazione 82 - 2'35" - (E.P. 7" Skins e Punks = T.N.T. 1985)
3. Skins & Punks" - 1'25" - (E.P. 7" Skins e Punks = T.N.T. 1985)
4. Laida Bologna - 3'26" - (E.P. 7" Laida Bologna 1984)
5. Potere nelle strade - 2'18" - (E.P. 7" Laida Bologna 1984)
6. Lunga vita ai ribelli Oi! - 2'17" - (E.P. 7" Laida Bologna 1984)
7. Troia - 3'17" - (E.P. 7" Laida Bologna 1984)
8. Scenderemo nelle strade - 3'36" - (E.P. 7" Scenderemo nelle strade 1982)
9. Senza soldi senza casa - 2'12" - (E.P. 7" Scenderemo nelle strade 1982)
10. Asociale Oi! - 2'09" - (E.P. 7" Scenderemo nelle strade 1982)
11. Lavoro - 2'05" - (E.P. 7" Scenderemo nelle strade 1982)
12. Shock delle case - 3'24" - (E.P. 7" Scenderemo nelle strade 1982)
13. Fotti i poseurs - 1'04" - (split tape Nabat/Rip Off 1982)
14. No armi - 3'21" - (split tape Nabat/Rip Off 1982)
15. Nichilistaggio - 2'25" - (split tape Nabat/Rip Off 1982)
16. Scenderemo nelle strade - 3'43" - (split tape Nabat/Rip Off 1982)
17. Asociale Oi! - 2'14" - (split tape Nabat/Rip Off 1982)
18. Laida Fat Bologna - 3'10" - (split tape Nabat/Rip Off 1982)
19. Skins & Punks - 1'29" - (split tape Nabat/Rip Off 1982)
20. Kill police - 1'43" - (split tape Nabat/Rip Off 1982)
21. Nichilist Nabat - 3'15" - (split tape Nabat/Rip Off 1982)
22. 1980 - 1'59" - (registrazioni novembre 1981)
23. 8 marzo kaput - 0'45" - (registrazioni luglio 1981)
24. Tarchiato Oh! - 2'52" - (registrazioni novembre 1981)
25. Incompiuta - 3'40" - (registrazioni luglio 1987)